# Murale w Irlandii Północnej
Murale w Irlandii Północnej (ang. Murals in Northern Ireland) – murale przedstawiające historię oraz obecne podziały polityczne i religijne w Irlandii Północnej.
Dwa największe północnoirlandzkie miasta Belfast i Londonderry (Derry) posiadają prawdopodobnie najsłynniejsze polityczne murale w Europie. Uważa się, że od lat 70. XX wieku udokumentowano prawie 2000 murali. W 2014 w książce The Belfast Mural Guide oszacowano, że w Belfaście było około 300 wysokiej jakości murali, z wieloma innymi w różnym stopniu wieku i zaniku. Murale upamiętniają, komunikują i pokazują aspekty kultury i historii Irlandii Północnej. Tematy murali często odzwierciedlają to, co jest ważne dla określonej społeczności, dlatego też malowidła w północnoirlandzkich miastach są tak różnorodne tematycznie.
Na obszarach gdzie dominują „republikanie” czyli zwolennicy przyłączenia Irlandii Północnej do Republiki Irlandii (zobacz konflikt w Irlandii Północnej), tematy murali sięgają od irlandzkiego strajku głodowego w 1981, ze szczególnym naciskiem na przywódcę strajku Bobby’ego Sandsa, międzynarodowej solidarności z organizacjami rewolucyjnymi, do takich które podkreślają konkretną kwestię, na przykład masakrę w Ballymurphy (dzielnicy Belfastu) lub zdetonowanie bomby w McGurk’s Bar w Belfaście w 1971. W społecznościach związkowców z klasy robotniczej murale tworzone są w celu upamiętniania „unionistów” czyli organizacji popierających pozostanie Irlandii Północnej w Zjednoczonym Królestwie takich jak Ulster Defence Association i Ulster Volunteer Force oraz ich zmarłych członków. Jednak tradycyjne tematy takie jak król Wilhelm III Orański, bitwa nad Boyne, bitwa nad Sommą i 36. Dywizja Ulsteru są równie powszechne.

## Treść murali
Północnoirlandzkie murale będące jedynymi w swoim rodzaju dziełami sztuki publicznej, można opisać jako zwierciadło zmian politycznych, ponieważ zostały namalowane w ciągu ostatniego stulecia i ukazują wszystkie ważne historyczne i polityczne wydarzenia. W większości zlokalizowane są w robotniczych rejonach Irlandii Północnej, głównie w Belfaście i Londonderry (Derry). Prawdopodobnie najbardziej znanym i łatwo rozpoznawalnym muralem jest Bobby Sands, na bocznej ścianie biura niepodległościowej partii politycznej Sinn Féin na Falls Road w Belfaście. Na drugim miejscu znajduje się zbiór irlandzkich, republikańskich i międzynarodowych motywów ściennych, które znajdują się na tak zwanym „Murze Pokoju”, także w Belfaście.
Nie wszystkie murale w Irlandii Północnej mają charakter ściśle polityczny lub sekciarski – przykładami są wielki głód (1845–1849) i inne wydarzenia z historii Irlandii. Wiele przedstawień z irlandzkiej mitologii i obrazów z irlandzkich mitów jest często włączanych do politycznych murali. Kilka malowideł unika całkowicie tematu Irlandii, skupiając się na takich neutralnych tematach jak zapobieganie zaśmiecaniu i powieści Lew, czarownica i stara szafa autorstwa C.S. Lewisa. Murale przedstawiające pokój i tolerancję stają się coraz bardziej popularne wśród grup szkolnych, które projektują i malują murale w okolicach swoich szkół. Wraz z licznymi organizacjami paramilitarnymi zaangażowanymi obecnie w pracę społeczną, nastąpił krok w kierunku zlikwidowania wielu ostrych w wymowie murali chociaż trend ten odwraca się w okresie napięcia spowodowanego Brexitem.

## Przykłady murali

### Unionistyczne w różnych miastach

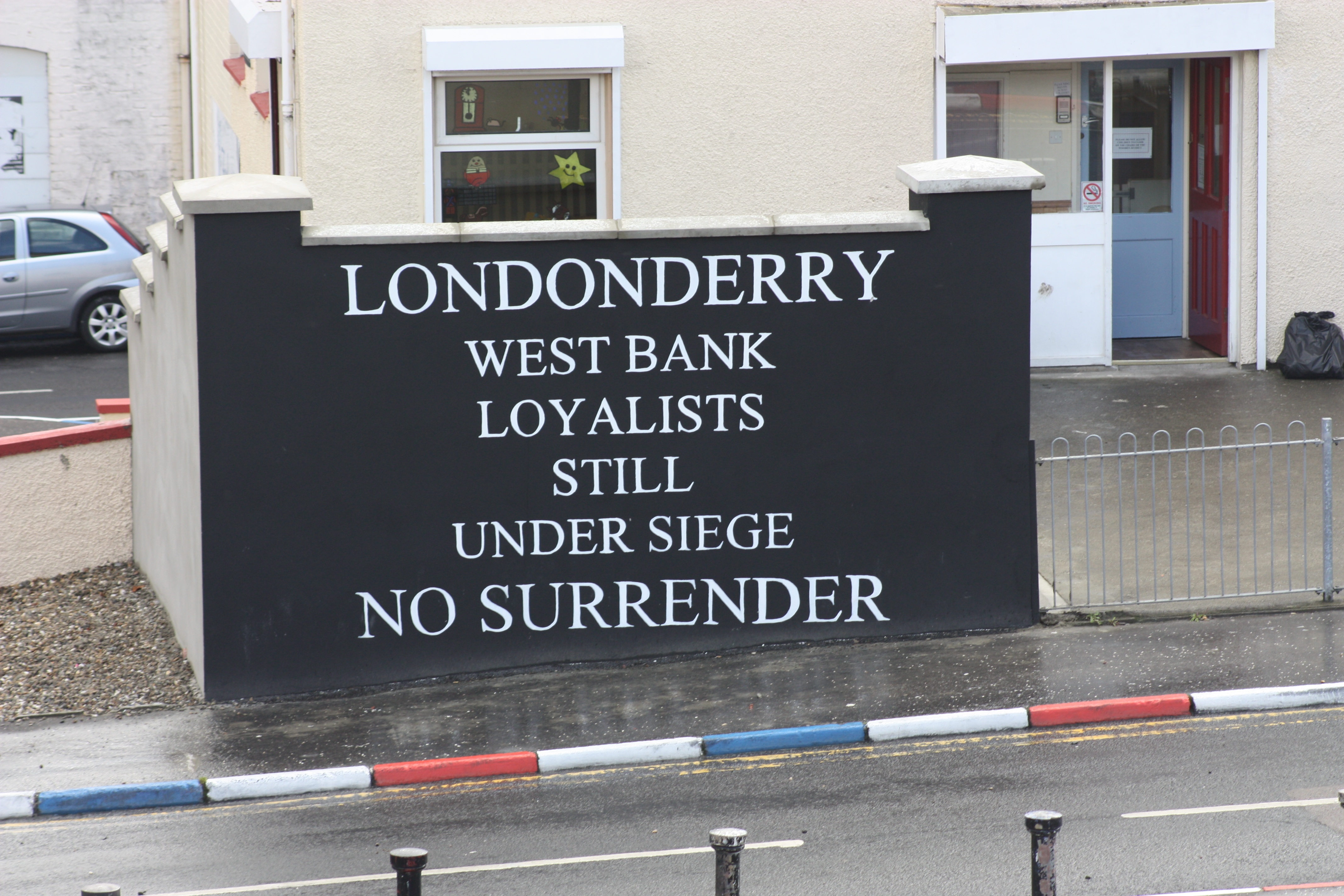
Mural w Londonderry (Derry)
Mural o UVF w Carrickfergus
Mural o UV/UVF w Bangor
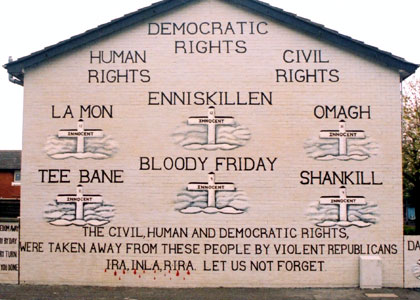
Mural w Belfaście upamiętniający ofiary republikanów